# River Churn
River Churn är ett vattendrag i Storbritannien.   Det ligger i riksdelen England, i den södra delen av landet, 120 km väster om huvudstaden London.